# Sigmathyris
Sigmathyris là một chi bướm đêm thuộc họ Geometridae.